# Университет имени Короля Хуана Карлоса
Университет имени Короля Хуана Карлоса (URJC) — испанский государственный университет, расположенный в Сообществе Мадрид. У него есть кампусы в Алькорконе, Аранхуэсе, Фуэнлабраде, Мадриде и Мостолесе. Основанный в 1996 году, он насчитывает около 45 458 студентов, что делает его вторым университетом Мадрида по численности студентов.

## Кампус и образовательные центры

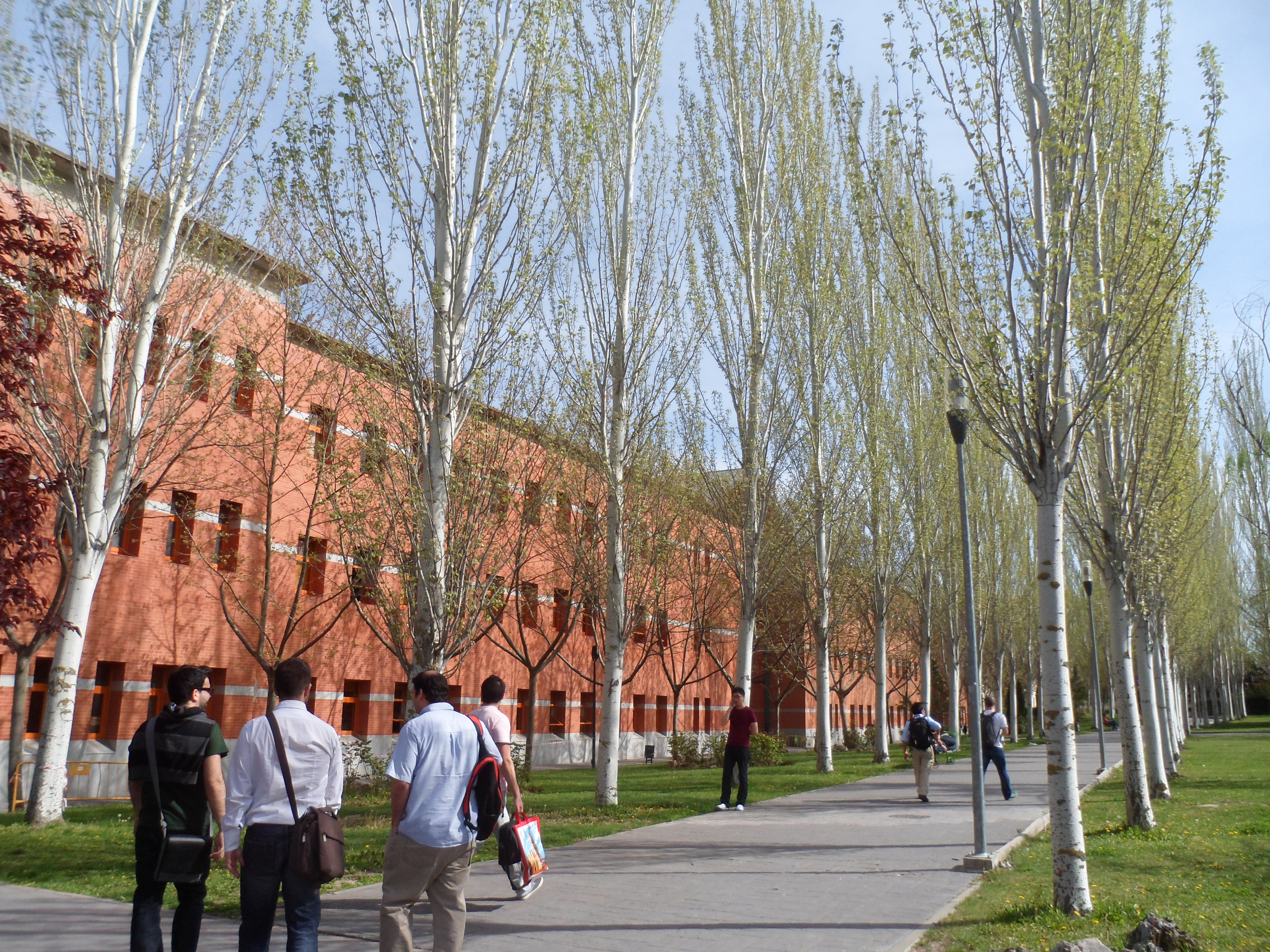
Факультет юридических и социальных наук, Викальваро

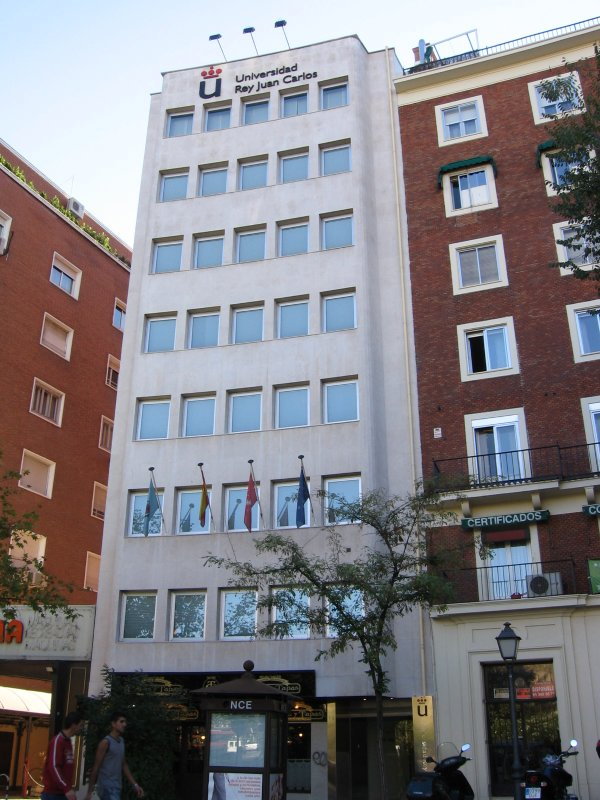
Штаб-квартира Университета Короля Хуана Карлоса на площади Мануэля Бесерра

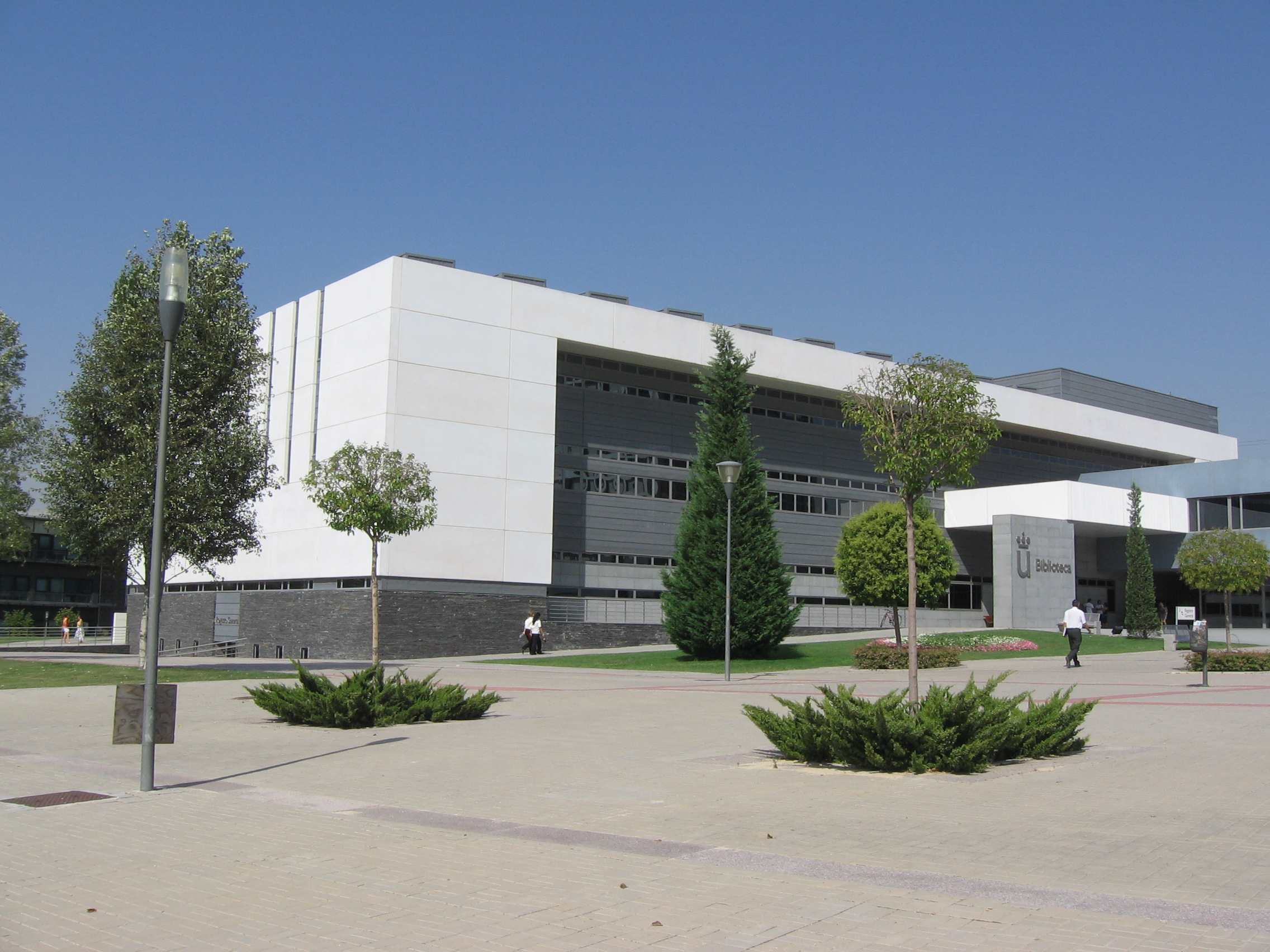
Библиотека URJC в кампусе Мостолес

Университет имени Короля Хуана Карлоса в настоящее время состоит из 5 университетских городков:

### КампусАлькоркон
- Факультет медицинских наук
- Факультет социальных и юридических наук

### КампусАранхуэса
- Факультет социальных и юридических наук

### КампусФуэнлабрады
- Факультет коммуникационных наук
- Высшая техническая школа телекоммуникаций (ETSIT)
- Факультет социальных и юридических наук

### Мадридскийкампус — Викальваро
- Факультет социальных и юридических наук
- Факультет коммуникационных наук
- Высшая школа экспериментальных наук и технологий (ESCET)
- Высшая техническая школа компьютерной инженерии (ETSII)

Кроме того, у него есть офисы на площади Пласа-де-Мануэль Бесерра, улицах Калье Кинтана, Калье Буэн Сусесо и Калье Веласкес, где ведутся занятия по программам бакалавриата, магистратуры, постоянная и внешкольная подготовка.

### КампусМостолес
- Высшая школа экспериментальных наук и технологий (ESCET)
- Высшая техническая школа компьютерной инженерии (ETSII)
- Факультет социальных и юридических наук

Каждая школа или факультет автономно управляется деканом или директором школы и делится на факультеты университета.

## Аффилированные центры
- Школа университетского образования ESERP (Мадрид).
- Университетская школа искусств и шоу (TAI) в Мадриде.
- Центр университетских исследований CEDEU в Мадриде.

## Институты университета
- Высший институт танца Алисии Алонсо (Фуэнлабрада).
- Институт международных правовых исследований (Мадрид-Викальваро).
- Европейский институт авиационной подготовки и аккредитации (EIATA)

## Университетские центры и другие центры и учреждения
- Университетский центр языков (Мадрид-Викальваро), который регулярно ведет курсы английского, французского, немецкого, итальянского, китайского и испанского языков для иностранцев.
- Центр документации и исследований Европейского Союза Эмиль Ноэль (Мадрид-Викальваро).
- Центр сотрудничества и волонтерства (Алькоркон).
- Университетский центр прикладных социальных исследований CUESA (Мадрид-Викальваро).
- Мадридский центр экономических исследований (Мадрид-Викальваро).
- Центр иберо-американских исследований (Мостолес).
- Центр интеллектуальных информационных технологий и их приложений (ЦЕТИНИЯ)
- Бизнес-инкубатор (Мадрид-Викальваро и Мостолес).
- Центр технологической поддержки (Мостолес).
- Центр инноваций, технологий и передачи знаний (Мостолес).
- Сеть лабораторий URJC (REDLABU).
- Институт гуманитарных наук
- Центр инноваций в цифровом образовании: URJC онлайн
- Центр высшего образования EAE Madrid
- Центр университетских исследований CEDEU
- Университетский центр глобального управления IEB
- Школа управления бизнесом и маркетинга (ESIC)
- Фонд Университета Высшей школы ESERP
- Университетская школа искусств и шоу (TAI)
- IMDEA Energy
- Интегральный центр постоянного обучения

## Центры сотрудничества
Для проведения практики обучения сестринскому делу были заключены соглашения о сотрудничестве с медицинскими центрами Службы здравоохранения Мадрида, такими как Центр здоровья Ла Ривота в Алькорконе .
Для получения степени магистра и курсов высших учебных заведений с возможностью прохождения практики в компаниях заключено соглашение о сотрудничестве с IOE Group.

## Дополнительные занятия
Университет предлагает летние курсы в Аранхуэсе. Он также предлагает многочисленные степени магистра и свои собственные степени в штаб-квартире Fundación Universidad Rey Juan Carlos, расположенной на площади Пласа-де-Мануэль Бесерра в Мадриде .
Также университет предлагает университетскую программу для пожилых людей продолжительностью три года плюс ещё два для аспирантуры. Она предназначена для людей старше 55 лет, и предлагается в кампусах Мостолес и Мадрид-Викальваро благодаря грантам сообщества Мадрида и муниципалитетов Мадрид, Мостолес, Фуэнлабрада и Алькоркон. В 2009/2010 учебном году в этой программе приняли участие 585 зачисленных студентов.
Университет ежегодно организует Неделю культуры URJC Culturart в разных кампусах университета.
В URJC зарегистрироваены, по состоянию на 2020 год, в общей сложности 41 студенческая ассоциация.

## Спорт
Университет имени Короля Хуана Карлоса выделяется своей популяризацией спорта в университетской среде. Доказательством этого является трофей Хоакина Блюма, присужденный URJC в 2007 году Высшим спортивным советом Испании.
Среди спортивных сооружений выделяется стадион имени Рауля Гонсалеса Бланко, расположенный в Фуэнлабраде и открытый в ноябре 2003 года. Университет также имеет несколько кортов: для тенниса, настольного тенниса, паддл-тенниса, футбольное поле, спортивные площадки, фронтон, спортзал и т. д. в каждом кампусе.